# Лампхун (провинция)
 Лампхун (тайск. ลำพูน) — провинция Таиланда, расположенная на севере страны, в долине реки Пинг в 670 километрах от Бангкока.
Практически со всех сторон Лампхун окружена горными цепями. Символом провинции является храм Ва Пхра Тхат Харипунчай, который являлся главным храмом Лампхуна во времена, когда здесь проживали моны.

## Климат
Погода Северного Таиланда, включая Лампхун, имеет три отличительных сезона: холодный сезон (с декабря по февраль), жаркий сезон (с апреля по июнь) и дождливый сезон (с мая по ноябрь). Лампхун известен как «холодная столица», и по сравнению с высокой температурой Бангкока, климат здесь намного приятнее.
| Показатель                    | Янв. | Фев. | Март | Апр. | Май | Июнь | Июль | Авг. | Сен. | Окт. | Нояб. | Дек. | Год  |
| ----------------------------- | ---- | ---- | ---- | ---- | --- | ---- | ---- | ---- | ---- | ---- | ----- | ---- | ---- |
| Средний суточный максимум, °C | 30   | 34   | 37   | 38   | 35  | 33   | 33   | 33   | 32   | 31   | 30    | 29   | 32,9 |
| Средний суточный минимум, °C  | 14   | 16   | 19   | 23   | 24  | 24   | 24   | 24   | 24   | 23   | 20    | 14   | 20,8 |
| Норма осадков, мм             | 3    | 2    | 5    | 41   | 162 | 136  | 112  | 140  | 192  | 121  | 64    | 4    | 982  |

## История
Согласно легенде, более чем 1400 лет тому назад, в период существования царства Дваравати город носил название Харипунчай и был самым северным форпостом королевства Мон. Первым правителем города была королева Чамтьюи из древнего рода Монов.
В XII веке Харипунчай находился под осадой кхмерских войск, но так и не сдался. Тем не менее в 1281 году король Менграй все же захватил город и присоединил его к своему королевству Ланна. В XVI веке территория провинции стала принадлежать бирманцам, и это продолжалось на протяжении двух веков. В XVIII веке, объединившись с восставшими из Тхонбури и Бангкока, регион был освобожден от бирманского гнета, и в итоге, в конце XIX века Лампхун стал провинцией Сиама, а потом и королевства Таиланд.

## Административное деление
Территория провинции Лампхун делится на 8 районов (ампхе):
1. Столичный район (мы́анг) Лампху́н — Mueang Lamphun (เมืองลำพูน)
2. Метха́ — Mae Tha (แม่ทา)
3. Банхо́нг — Ban Hong (บ้านโฮ่ง)
4. Ли — Li (ลี้)
5. Тху́нгхуачанг — Thung Hua Chang (ทุ่งหัวช้าง)
6. Па́санг — Pa Sang (ป่าซาง)
7. Бантхи́ — Ban Thi (บ้านธิ)
8. Ви́енгнонглонг — Wiang Nong Long (เวียงหนองล่อง)

## Достопримечательности
Главным символом города является 46-метровое сооружение, которое называется Чеди, и находится в Ва Пхра Тхат Харипунчай. Это сооружение украшено арками, кирпичными конструкциями, а на входе располагаются скульптуры двух львов. Вблизи главного храма города располагается Национальной музей Харипунчай, в котором представлены экспозиции результатов археологических раскопок, в том числе — утварь, предметы искусства.
В городе есть общественный парк, в котором находится статуя первого правителя Харипунчай — Пра Нанг Чамтхеви. Еще одна городская статуя посвящена основателю Харипунчай — Сутхеве Руэси. Считается, что он пригласил Пра Нанг Чамтхеви, дочь короля Лопбури, взойти на престол, а также с его помощью в стране укоренился буддизм.